# Convention de Chaves
La convention de Chaves est l'acte officiel qui signe, après les différents épisodes belliqueux du XIXe siècle, la fin de la révolte chartiste de 1837, plus connue sous le nom de Révolte des Maréchaux. 
La convention de Chaves fut célébrée le 20 septembre 1837 et signée le 7 octobre 1837. Les officiers mêlés à la révolte conservaient leur grade, les troupes se mettaient à la disposition du gouvernement mais leurs chefs devaient abandonner le pays: le maréchal Saldanha, le Duc de Terceira, le Duc de Palmela, José da Silva Carvalho et Luís da Silva Mouzinho de Albuquerque.